# Isola Manna (Sant'Antioco)
L'isola Manna è un'isola dell'Italia, in Sardegna.